# Стане Семич Даки
Стане Семич Даки (Љубљана, 13. новембар 1915 — Љубљана, 1. новембар 1985) био је учесник Шпанског грађанског рата и Народноослободилачке борбе, друштвено-политички радник СФРЈ и СР Словеније и народни херој Југославије.

## Биографија
Рођен је 13. новембра 1915. у Љубљани. Потиче из многочлане сиромашне породице, његов отац Јожа био је ковач. Стане је, после завршене основне школе, учио пекарски занат.
Године 1936. отишао је на одслужење војног рока у Краљевицу, код Сушака, али се с првог одсуства није вратио, већ је, 4. новембра 1936. године, кренуо у Шпанију, где је, због многих тешкоћа на путу, стигао тек средином маја 1937. године. Тамо се током Шпанског грађанског рата борио се у Интернационалним бригадама, на толедском фронту и учествовао у борбама за Екстремадуру. Током боравка у Шпанији је добио надимак Даки.

### Народноослободилачка борба
После пада Шпанске републике, повукао се у Француску, где је био интерниран у концентрациони логор „Гирс“. У септембру 1940. године успео је да побегне, па је преко Немачке, Салцбурга и Марибора стигао у Стењевец, крај Загреба. Маја 1941. вратио се у Љубљану. Већ 26. јула 1941. године ступио је у партизане, на Мокрец, код Љубљане, где је примљен у чланство Комунистичке партије Југославије (КПЈ). Као митраљезац Лошке чете Кримског партизанског батаљона, истакао се у борби за Лож, у октобру 1941. године. Кад је разбијен Кримски батаљон он се, заједно с Љубом Шерцером, вратио у Љубљану, где су га Италијани, новембра 1941, ухапсили. Кад је пуштен из затвора, отишао је у партизане на Кожљек, код Боровнице; тамо је постављен за командира партизанског логора.
Са Трећим партизанским (Шерцеровим) батаљоном, учествовао је 1. и 2. фебруара 1942. године у нападу на железничку станицу Верд. Крајем марта 1942. године формирао је Летећу (пролетерску) патролу, која је била у саставу Шерцеровог батаљона, и био њен командир. С њом је учествовао у борбама за ослобођену територију на Игу и оближњим селима. Априла 1942. године је формиран Пети батаљон Нотрањског партизанског одреда, и Даки је постао његов командант. За заменика команданта Прве словеначке ударне бригаде „Тоне Томшич“ именован је 16. јула 1942. године. У италијанској офанзиви на Рогу, тешко је рањен у Ратежу, 10. августа 1942, и превезен у болницу у Новом Селу, у Хрватској.
После повратка из болнице, преузео је, 25. октобра 1942, функцију заменика команданта Пете словеначке ударне бригаде „Иван Цанкар“. Као заменик команданта, 26. децембра је, поново враћен у бригаду „Тоне Томшич“, с којом је учествовао у уништавању многих белогардејских упоришта у Долењској. У марту 1943, бригада је учествовала у офанзиви прве четири словеначке бригаде на Суху Крајину и на Жужемберк. Маја 1943. године, када су уведени први официрски чинови у НОВЈ је добио чин потпуковника, а у јулу је поново постао командант бригаде. После капитулације Италије, Дакијева бригада је уништавала окупаторско-белогардејска упоришта у Великим Лашчама, Рибници и на граду Турјаку. Крајем године је водио борбе на Машуну, за упоришта Грахово, Велике Лашче и Кочевје. У близини Долење Васи је поново рањен и послат на лечење.
Два месеца је био у Партијској школи на Рогу, а 3. априла 1944. године је послат у Официрску школу у Метлику. По завршетку Официрске школе, 24. маја 1944. године, постављен је за заменика команданта Петнаесте словеначке дивизије, с којом је успешно водио борбе за Ново Место и Жужемберк. После уништења упоришта у Жужемберку именован је, у јуна 1944, за команданта 18. словеначке дивизије, с којом је учествовао у уништењу Штампетовог моста. Октобра 1944. године, послат је у Главни штаб НОВ и ПО Словеније, и именован за оперативног официра. Новембра исте године, послат је на школовање у Совјетски Савез, где је завршио Вишу војну академију „Ворошилов“ у Москви.

### Послератни период
У Југославију се вратио тек после ослобођења земље, новембра 1945. године, и тада је именован за команданта Друге словеначке дивизије Корпуса народне одбране Југославије (КНОЈ). У резерву је преведен 15. августа 1946. године с чином пуковника.
После изласка из Југословенске армије (ЈА), бавио се друштвено-политичким радом — био службеник Контролне комисије при Централном комитету Комунистичке партије Словеније и службеник у Министарству пољопривреде и Управи за шумарство. Касније је био функционер у Главном одбору Савеза бораца НОР-а Словеније и Музеја народног ослобођења у Љубљани.
Године 1971. написао је књигу Најбољи су пали (словен. Najboljši so padli).
Умро је 1. новембра 1985. године у Љубљани и сахрањен је у Гробници народних хероја.
Носилац је Партизанске споменице 1941. и других југословенских одликовања, међу којима су Орден заслуга за народ са златном звездом, Орден за храброст и др. Орденом народног хероја одликован је 20. октобра 1943. године, одлуком Врховног штаба НОВ и ПОЈ, а на предлог Главног штаба НОВ и ПО Словеније као први живи партизански борац из Словеније.